# 雷夫莱阿尼瓦尔
雷夫莱阿尼瓦尔，是匈牙利包尔绍德-奥包乌伊-曾普伦州所辖的一个村。总面积16.49平方公里，总人口492，人口密度29.8人/平方公里（2011年1月1日）。